# Tiro esportivo nos Jogos Pan-Americanos de 1995
As competições de tiro esportivo nos Jogos Pan-Americanos de 1995 foram realizadas em Mar del Plata, na Argentina. Trinta e seis eventos concederam medalhas.

## Medalhistas
Masculino
| Evento                                       | Ouro                         | Prata                         | Bronze                       |
| -------------------------------------------- | ---------------------------- | ----------------------------- | ---------------------------- |
| Pistola de ar 10 m detalhes                  | Norbelis Bárzaga ( CUB )     | Ben Amonette ( USA )          | Vicente de la Cruz ( CUB )   |
| Carabina de ar 10 m detalhes                 | Ken Johnson ( USA )          | Jean-François Sénécal ( CAN ) | Glenn Dubis ( USA )          |
| Alvo móvel 10 m detalhes                     | Attila Solti ( GUA )         | Lonn Saunders ( USA )         | Andrés Felipe Torres ( COL ) |
| Alvo móvel 10 m com corridas mistas detalhes | Andrés Felipe Torres ( COL ) | Josa Hernandez ( CUB )        | Lonn Saunders ( USA )        |
| Pistola de fogo central 25 m detalhes        | Dan Iuga ( USA )             | Júlio Almeida ( BRA )         | Eduardo Suárez ( USA )       |
| Tiro rápido 25 m detalhes                    | Guido Arbona ( CUB )         | Dan Iuga ( USA )              | Bernardo Tobar ( COL )       |
| Pistola padrão 25 m detalhes                 | Rafael Olivera ( ARG )       | Donald Nygord ( USA )         | Ben Amonette ( USA )         |
| Pistola 50 m detalhes                        | Abel Juncosa ( CUB )         | Jodson Edington ( BRA )       | Ben Amonette ( USA )         |
| Carabina deitado 50 m detalhes               | Robert Harbison ( USA )      | Bruce Meredith ( ISV )        | Michel Dion ( CAN )          |
| Carabina três posições 50 m detalhes         | Ricardo Rusticucci ( ARG )   | David Johnson ( USA )         | Robert Foth ( USA )          |
| Carabina padrão 300 m detalhes               | Robert Harbison ( USA )      | Robert Foth ( USA )           | Edgardo Peragallo ( ARG )    |
| Carabina deitado 300 m detalhes              | Webster Wright ( USA )       | Ángel Velarte ( ARG )         | Robert Foth ( USA )          |
| Carabina três posições 300 m detalhes        | Ken Johnson ( USA )          | Stephen Goff ( USA )          | Ricardo Rusticucci ( ARG )   |

Feminino
| Evento                               | Ouro                       | Prata                       | Bronze                     |
| ------------------------------------ | -------------------------- | --------------------------- | -------------------------- |
| Pistola de ar 10 m detalhes          | Connie Petracek ( USA )    | Lorena Guado ( ARG )        | Lilia María Pérez ( ARG )  |
| Carabina de ar 10 m detalhes         | Elizabeth Bourland ( USA ) | Amelia Fournel ( ARG )      | Ann Marie Pfiffner ( USA ) |
| Pistola 25 m detalhes                | Connie Petracek ( USA )    | Margarita Tarradell ( CUB ) | Lorena Guado ( ARG )       |
| Carabina deitado 50 m detalhes       | Cecilia Zeid ( ARG )       | Elizabeth Bourland ( USA )  | Katherine Kelemen ( USA )  |
| Carabina três posições 50 m detalhes | Deena Wigger ( USA )       | Sharon Bowes ( CAN )        | Wanda Jewell ( USA )       |

Equipes masculinas
| Evento                                            | Ouro               | Prata              | Bronze        |
| ------------------------------------------------- | ------------------ | ------------------ | ------------- |
| Pistola de ar 10 m detalhes                       | USA Estados Unidos | CUB Cuba           | CAN Canadá    |
| Carabina de ar 10 m detalhes                      | USA Estados Unidos | CAN Canadá         | CUB Cuba      |
| Alvo móvel 10 m detalhes                          | GUA Guatemala      | USA Estados Unidos | CUB Cuba      |
| Alvo móvel 10 m com corridas mistas detalhes      | USA Estados Unidos | CUB Cuba           | GUA Guatemala |
| Pistola de fogo central 25 m detalhes             | USA Estados Unidos | BRA Brasil         | ARG Argentina |
| Tiro rápido 25 m detalhes\| USA Estados Unidos    | USA Estados Unidos | CUB Cuba           | ARG Argentina |
| Pistola padrão 25 m detalhes\| USA Estados Unidos | USA Estados Unidos | ARG Argentina      | CUB Cuba      |
| Pistola 50 m detalhes                             | CUB Cuba           | USA Estados Unidos | GUA Guatemala |
| Carabina deitado 50 m detalhes                    | CUB Cuba           | USA Estados Unidos | ARG Argentina |
| Carabina três posições 50 m detalhes              | USA Estados Unidos | ARG Argentina      | CUB Cuba      |
| Carabina deitado 300 m detalhes                   | USA Estados Unidos | ARG Argentina      | BRA Brasil    |
| Carabina três posições 300 m detalhes             | USA Estados Unidos | BRA Brasil         | ARG Argentina |
| Carabina padrão 300 m detalhes                    | USA Estados Unidos | ARG Argentina      | BRA Brasil    |

Equipes femininas
| Evento                               | Ouro               | Prata              | Bronze        |
| ------------------------------------ | ------------------ | ------------------ | ------------- |
| Pistola de ar 10 m detalhes          | USA Estados Unidos | COL Colômbia       | ARG Argentina |
| Carabina de ar 10 m detalhes         | USA Estados Unidos | CUB Cuba           | ARG Argentina |
| Pistola 25 m detalhes                | USA Estados Unidos | CUB Cuba           | ARG Argentina |
| Carabina deitado 50 m detalhes       | ARG Argentina      | USA Estados Unidos | CUB Cuba      |
| Carabina três posições 50 m detalhes | USA Estados Unidos | CUB Cuba           | ARG Argentina |

## Ligação externa
- Jogos Pan-Americanos de 1995